# Pontedassio
Pontedassio (en ligur Puntedassce o Puntedasc) és un comune italià, situat a la regió de la Ligúria i a la província d'Imperia. El 2015 tenia 2.323 habitants.

## Geografia
Té una superfície de 13,31 km² i les frazioni de Bestagno, Villa Guardia i Villa Viani. Limita amb Chiusanico, Chiusavecchia, Diano Arentino, Imperia, Lucinasco i Vasia.

## Evolució demogràfica
| Gràfica d'evolució de Pontedassio entre 1861 i 2011 |
|                                                     |
| Font: ISTAT                                         |